# Ура (гевог)

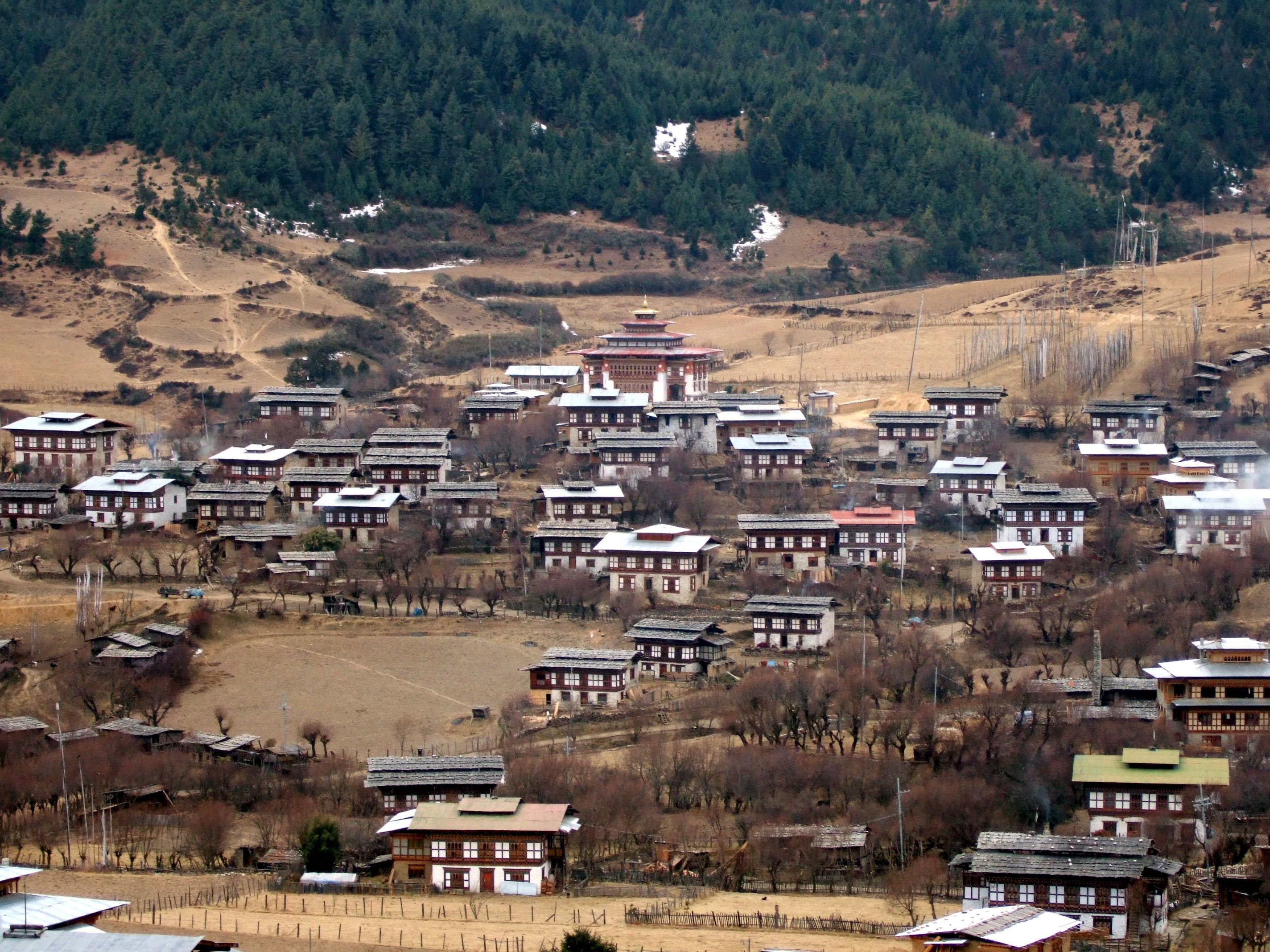
Город Ура

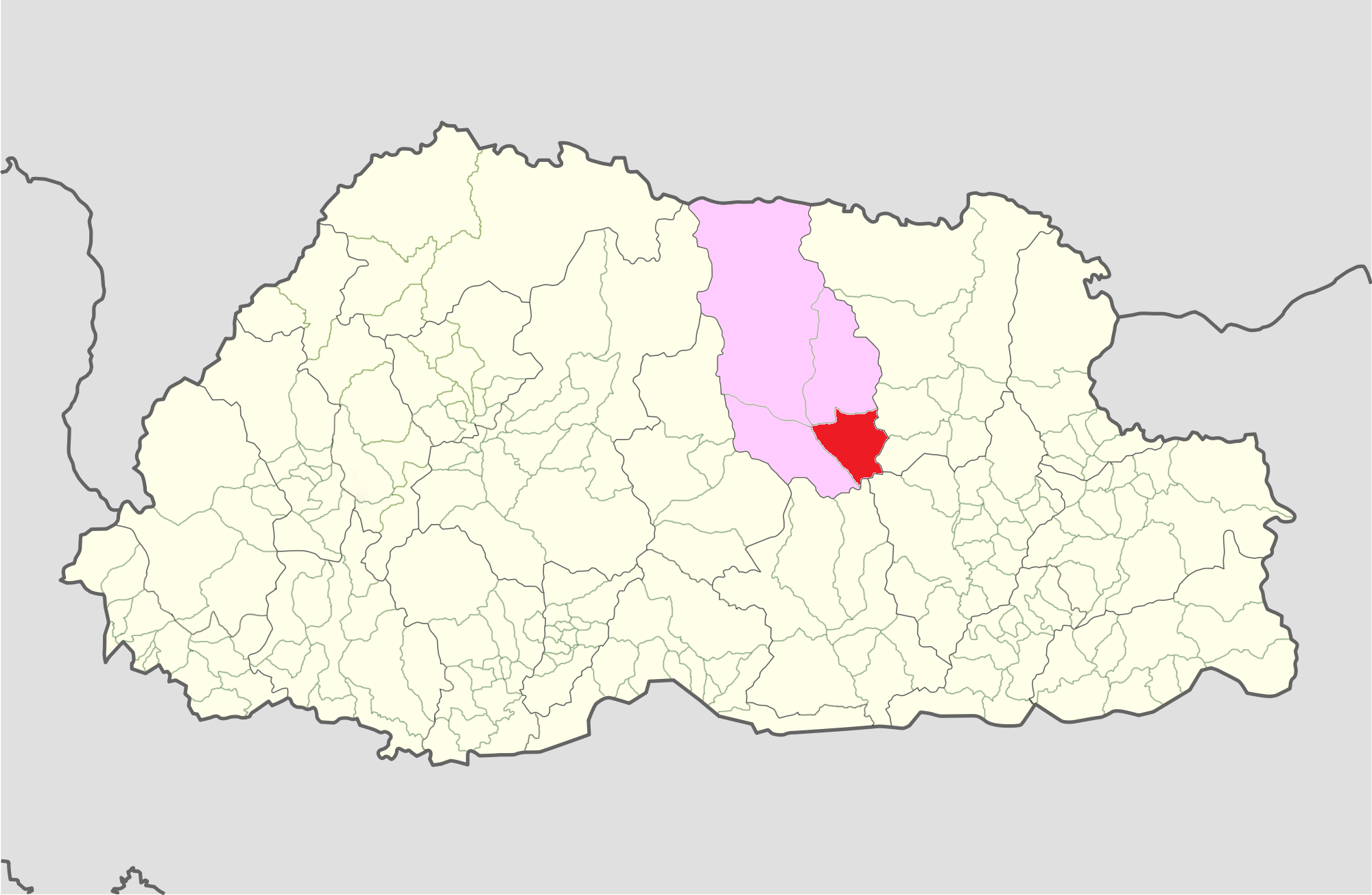
Гевог Ура в составе дзонгхага Бумтанг на карте Бутана

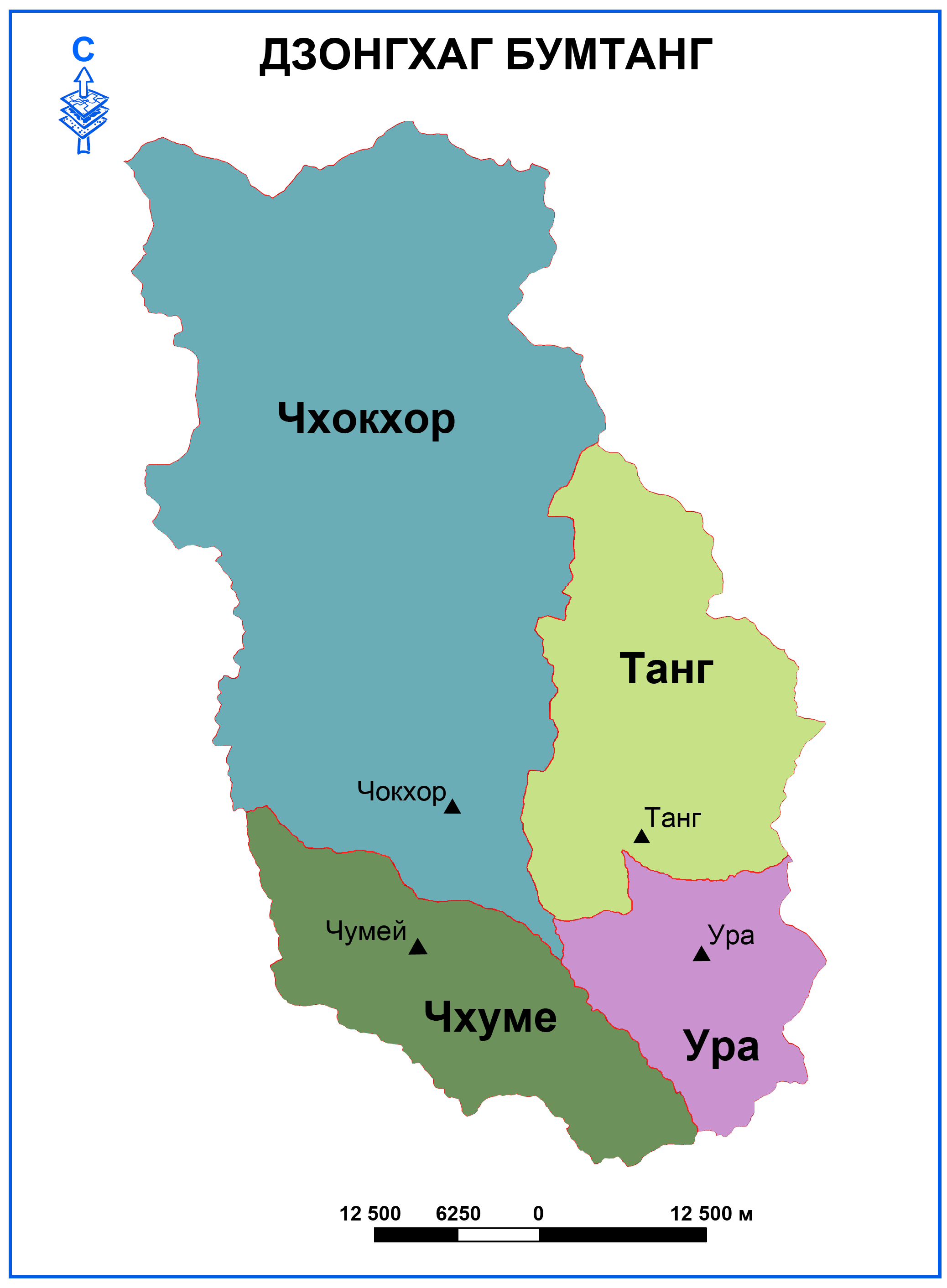
Гевоги дзонгхага Бумтанг

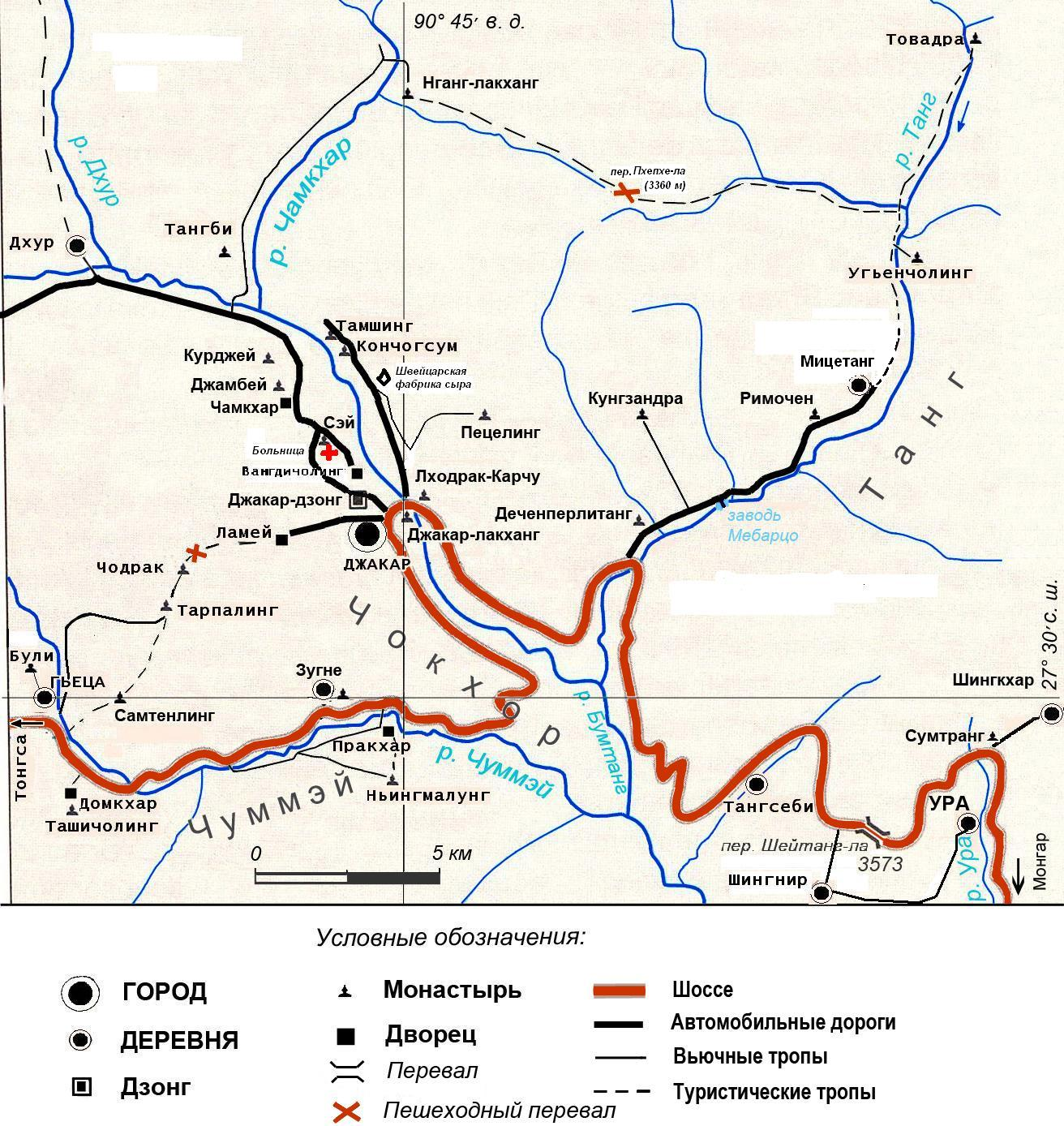
Карта центральной части Бумтанга. Гевог Ура на востоке

Ура (􀯕􀰆་ར།) — гевог в Бутане в Бумтанге, расположенный в долине реки Ура (долина Ура), к востоку от Джакара. Одноимённый город Ура — центр гевога, состоящего из малых поселений вдоль долины Ура. Ура обладает самобытными традициями, в буддийских монастырях Ура проводятся ежегодные праздники цечу.
В гевоге 6 крупных посёлков из 229 домашних хозяйств :
- Ура (􀯕􀰆་ར་) 27°29′39″ с. ш. 90°54′17″ в. д.HGЯO
- Сумтранг (གས􀰆མ་ཕྲང་། sumthrang) 27°29′36″ с. ш. 90°55′11″ в. д.HGЯO
- Шингкхар (ཤིང་མཁར།) 27°29′43″ с. ш. 90°56′48″ в. д.HGЯO
- Шингнир (ཤིང་ངེར། shingneer) 27°28′34″ с. ш. 90°51′51″ в. д.HGЯO
- Тангсиби (􀮠ང་སི་􀮯ིས།) 27°29′31″ с. ш. 90°50′17″ в. д.HGЯO
- Пангкхар(􀮪ང་མཁར།) 27°29′31″ с. ш. 90°54′38″ в. д.HGЯO

В гевоге три школы и начальная школа. Центр (город Ура) снабжается электричеством. Основное занятие населения - выращивание зерновых. Имеется также животноводство (крупный рогатый скот).
Долина отделена от Джакара перевалом Ура-ла высотой 3600 м, через который можно проехать на машине. От Джакара до Ура 48 км.
С недавнего времени в Ура был введён особый день — праздник Мацутаке, приходящийся примерно на 14 августа. В этот день жители собирают особые грибы мацутаке (или Сангар Шаму).

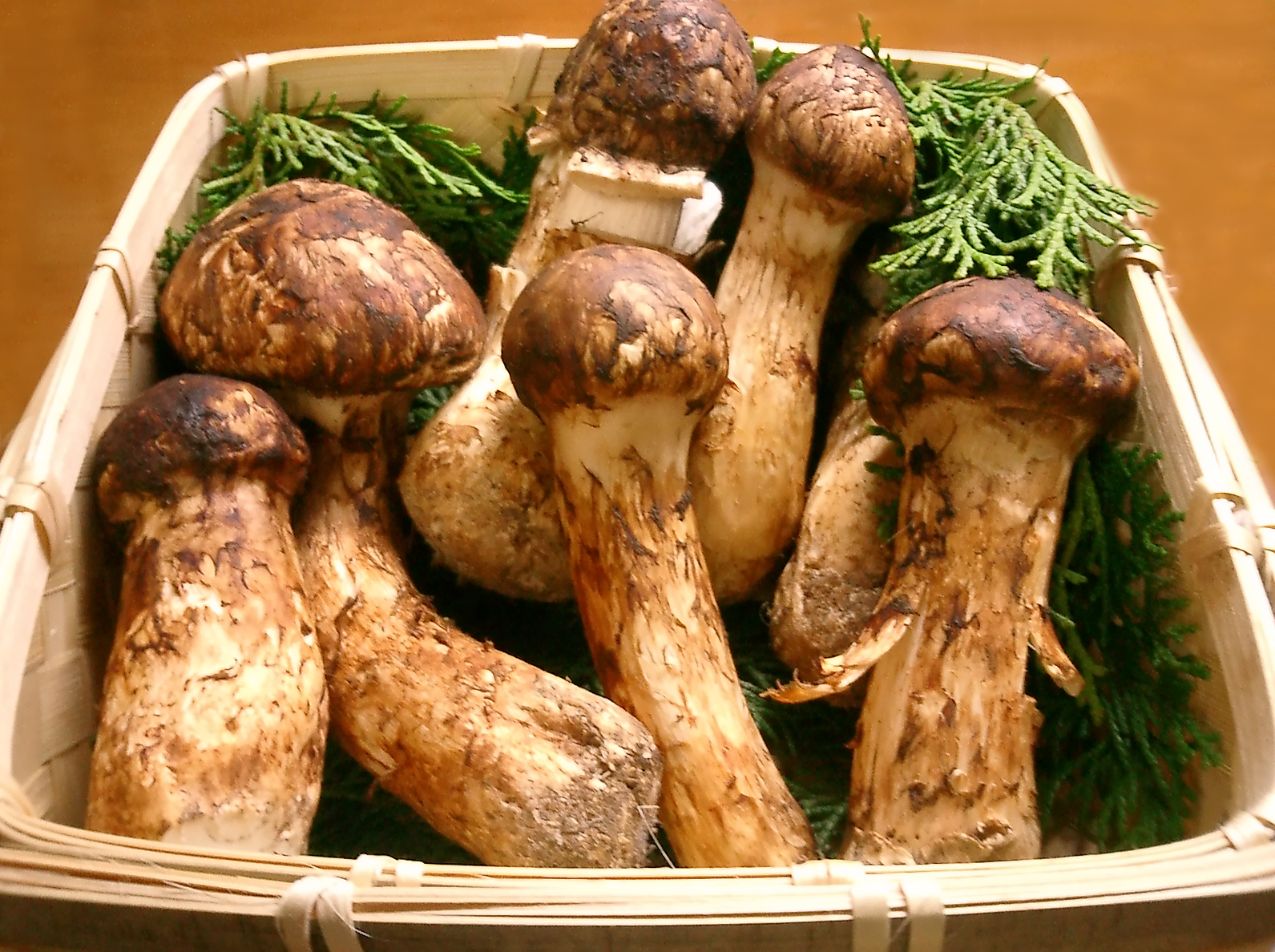
Грибы Мацутаке

## Достопримечательности
- Монастырь Гаден-лакханг, в котором проводятся крупные праздники (цечу) Гаден Чодпа.
- Крепость Ура-дзонг (􀯕􀰆་ར་)
- Горячие источники [4], подготовленные для туристов с 2008 года.
- Монастырь Сумтранг-гомпа (གས􀰆མ་ཕྲང་། gsumthrang), который построил Пема Лингпа — расположен по дороге к Шингкхар-лакханг. Сама деревня Сумтранг основана в 1228 году.
- Монастырь Шингкхар-лакханг (ཤིང་མཁར།), построенный в 1350 году, в котором проводится в конце декабря праздник Шингхар Меточодпа.
- Монастырь Ура